# Walther Penck (szczyt)
Walther Penck, Cerro Cazadero lub Tipas – szczyt pochodzenia wulkanicznego w Andach Środkowych. Leży w Argentynie, blisko granicy z Chile. Kompleks wulkaniczny składa się ze stratowulkanów, kopuł wulkanicznych i potoków lawowych. Znajduje się na południe od szczytu Ojos del Salado i na północ od Nascimento.
Szczyt został nazwany na cześć niemieckiego geomorfologa Walthera Penck'a.
Pierwszego wejścia dokonali Sergio Kunstmann, Pedro Rosende i K. Takeshita 14 grudnia 1970 r.